# Helvetica Chimica Acta
Helvetica Chimica Acta (abrégé en Helv. Chim. Acta) est une revue scientifique à comité de lecture qui publie des articles dans tous les domaines de la chimie.
D'après le Journal Citation Reports, le facteur d'impact de ce journal était de 2,164 en 2020. Les directeurs de publication sont Eva Hevia & Jérôme Waser.